# Лу Хуалі
Лу Хуалі (14 березня 1972) — китайська академічна веслувальниця.
Бронзова призерка Олімпійських Ігор 1992 року в складі парної двійки.